# Niederndorferberg
Niederndorferberg est une commune autrichienne du district de Kufstein dans le Tyrol.